# Gator och torg i Hammarbyhöjden

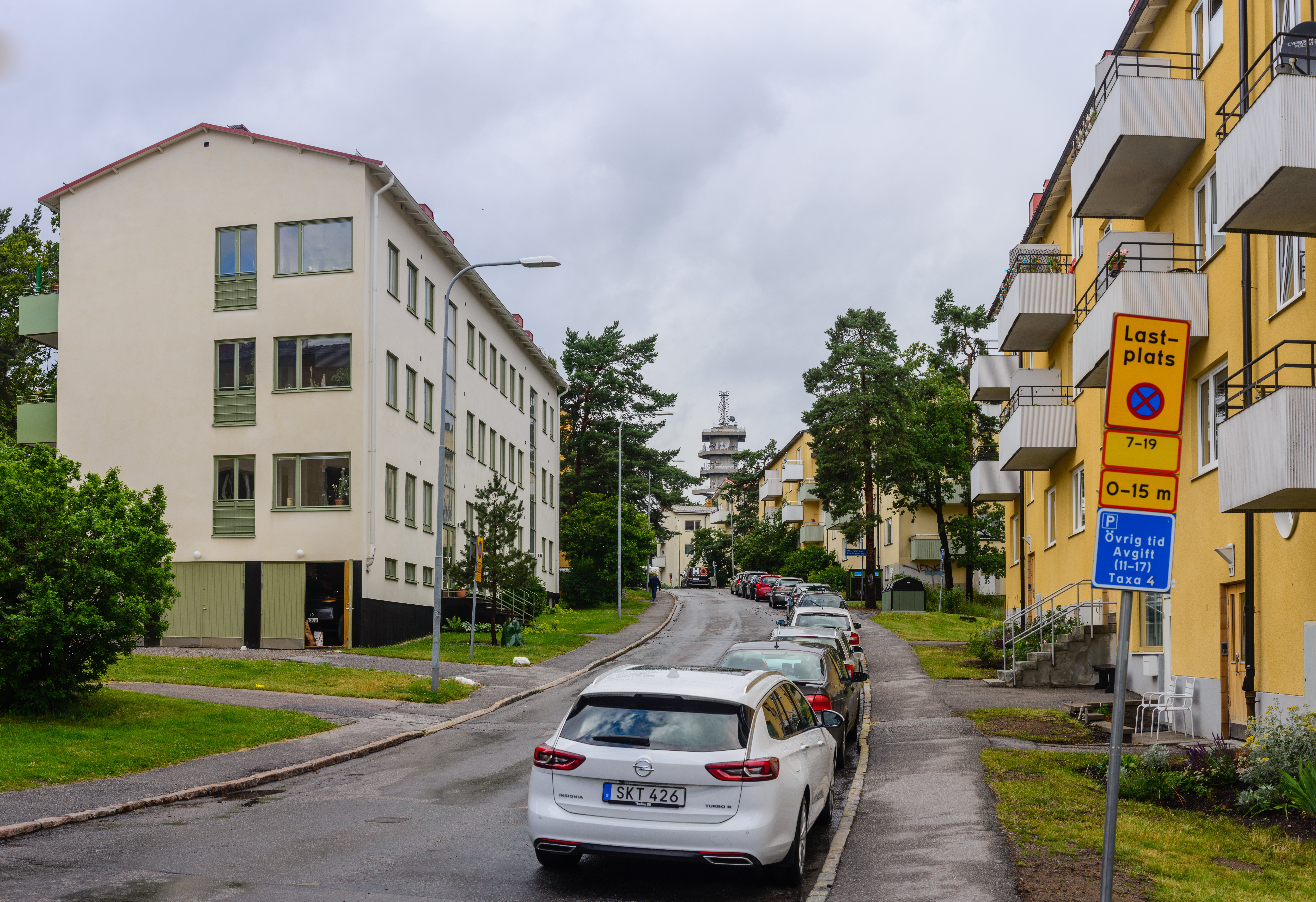
Per Lindeströms väg.

Stadsdelen fick 1948 namnet Hammarbyhöjden och utgör en del av den stadsdel som 1932 kallades Hammarby och namnändrades 1934 till Södra Hammarby. Hammarby är ett relativt vanligt bebyggelsenamn. Ordet hammar betyder "klippa, stenig mark". Stockholms stad förvärvade Hammarby 1917 för att möjliggöra byggandet av Hammarbyleden. År 1930 inkorporerades området med Stockholms stad.
Våren 1930 konstaterades det att innerstaden snart skulle vara fullbyggd och att man måste planera för hyreshus utanför tullarna. Då namnsättningen av gator blev aktuell 1931 insåg stadsplanerarna att man i avsaknad av tillräckligt antal lokala namn inom detta hittills obebyggda område, ska benämna gatorna efter svenska kulturpersonligheter som genom sina forskningsresor gjort betydande insatser i den geografiska, naturvetenskapliga, etnologiska eller språkvetenskapliga forskningens tjänst.

## Gator
År i parentes anger när dagens namn gavs.

### Huvudgator

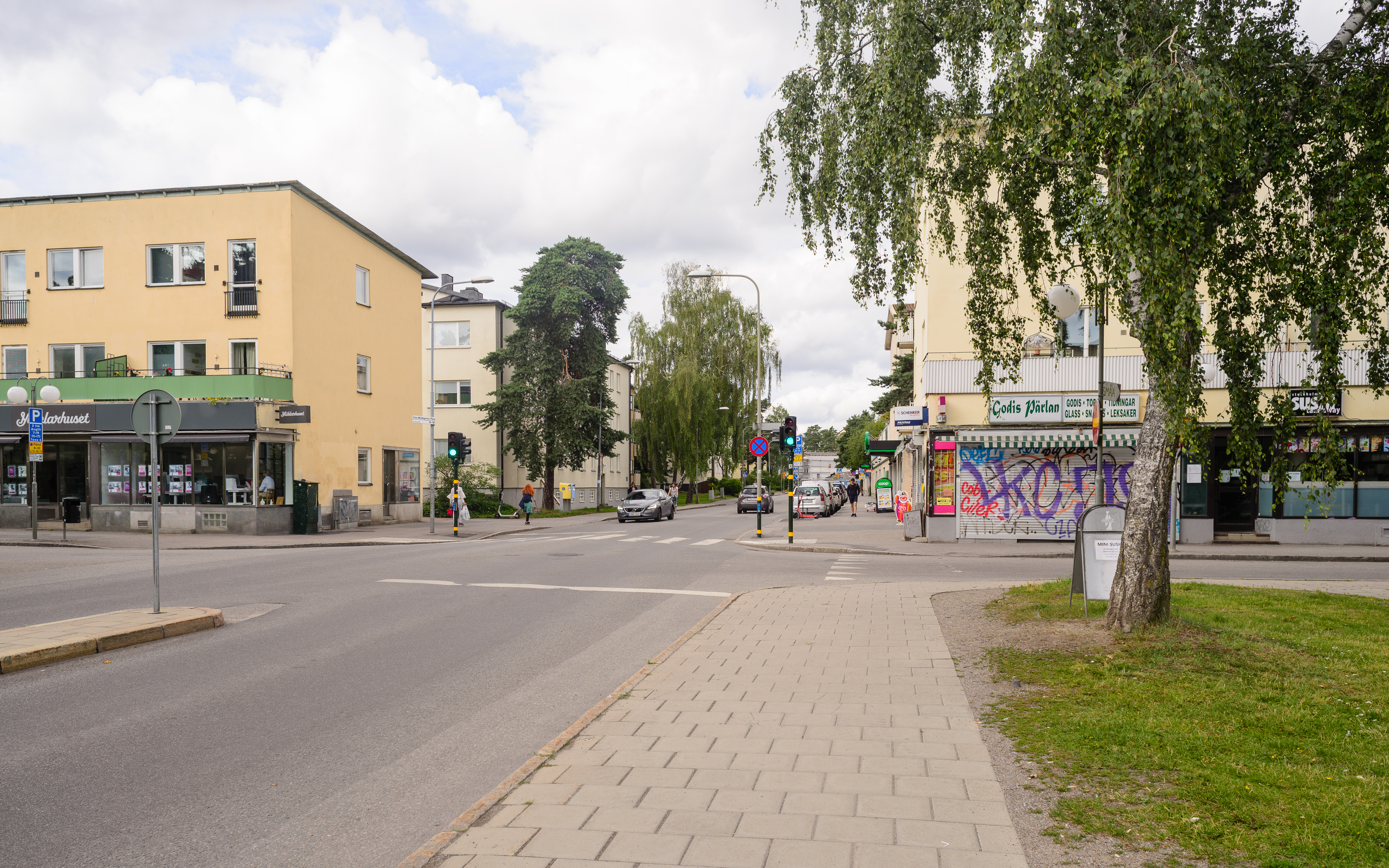
FInn Malmgrens väg sedd från Finn Malmgrens plan. Vy västerut.

- Finn Malmgrens väg (1937)
- Garagevägen (1947)
- Hammarbybacken (1942)
- Olaus Magnus väg (1932)
- Sparrmansvägen (1937)
- Ulricehamnsvägen (1940)

### Övriga gator

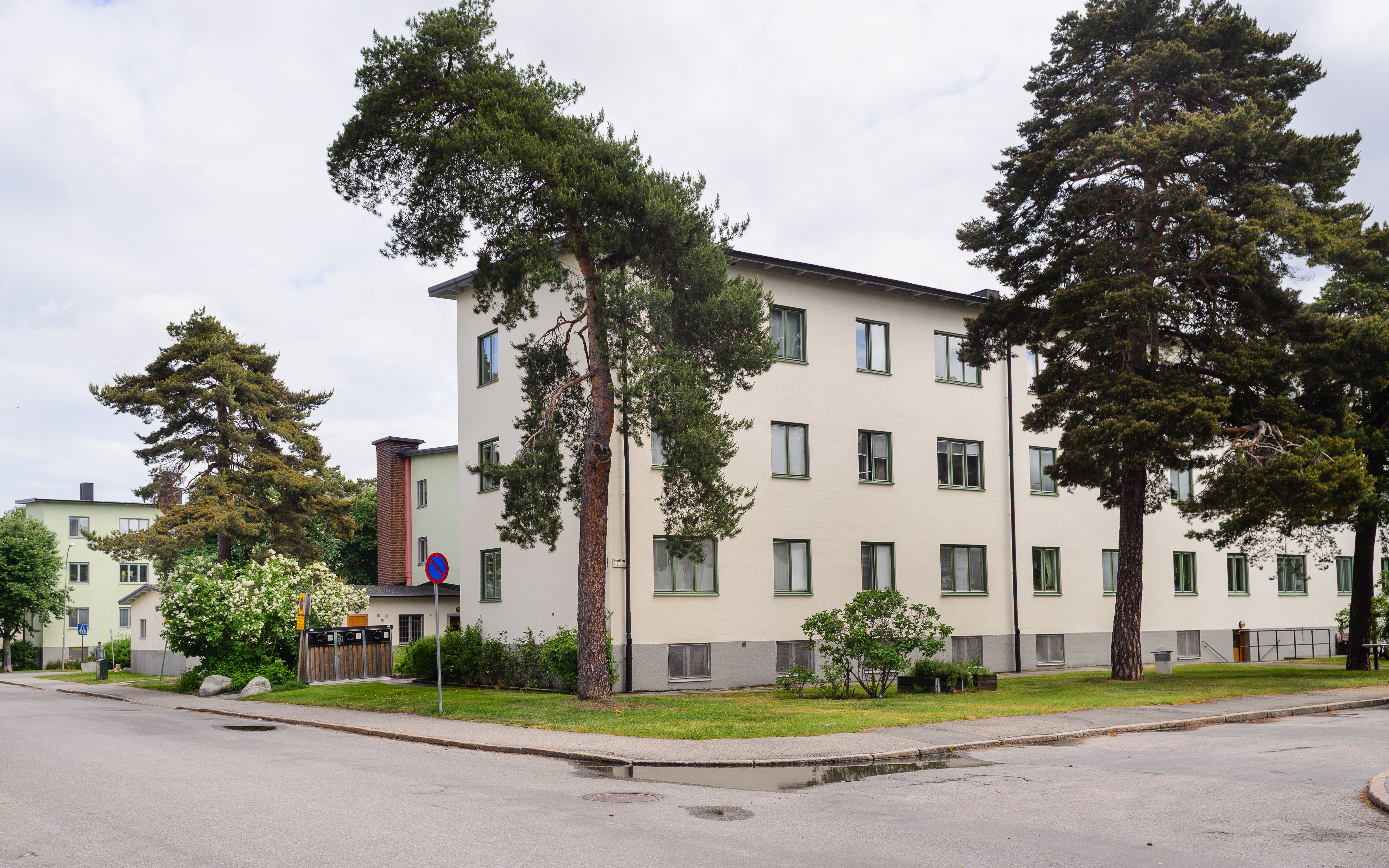
Barnrikehus på Johan Printz väg.

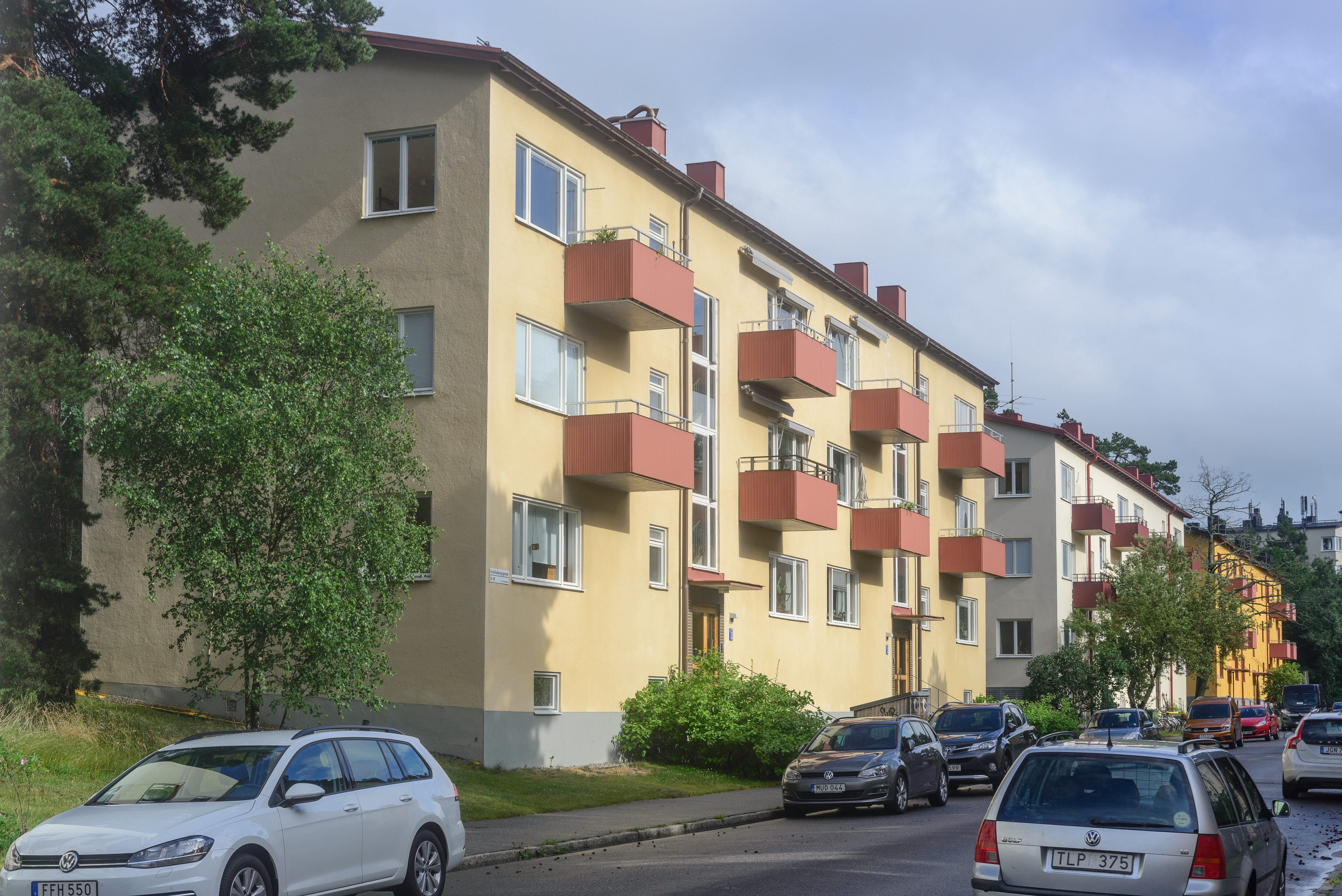
Strahlenbergsgatan.

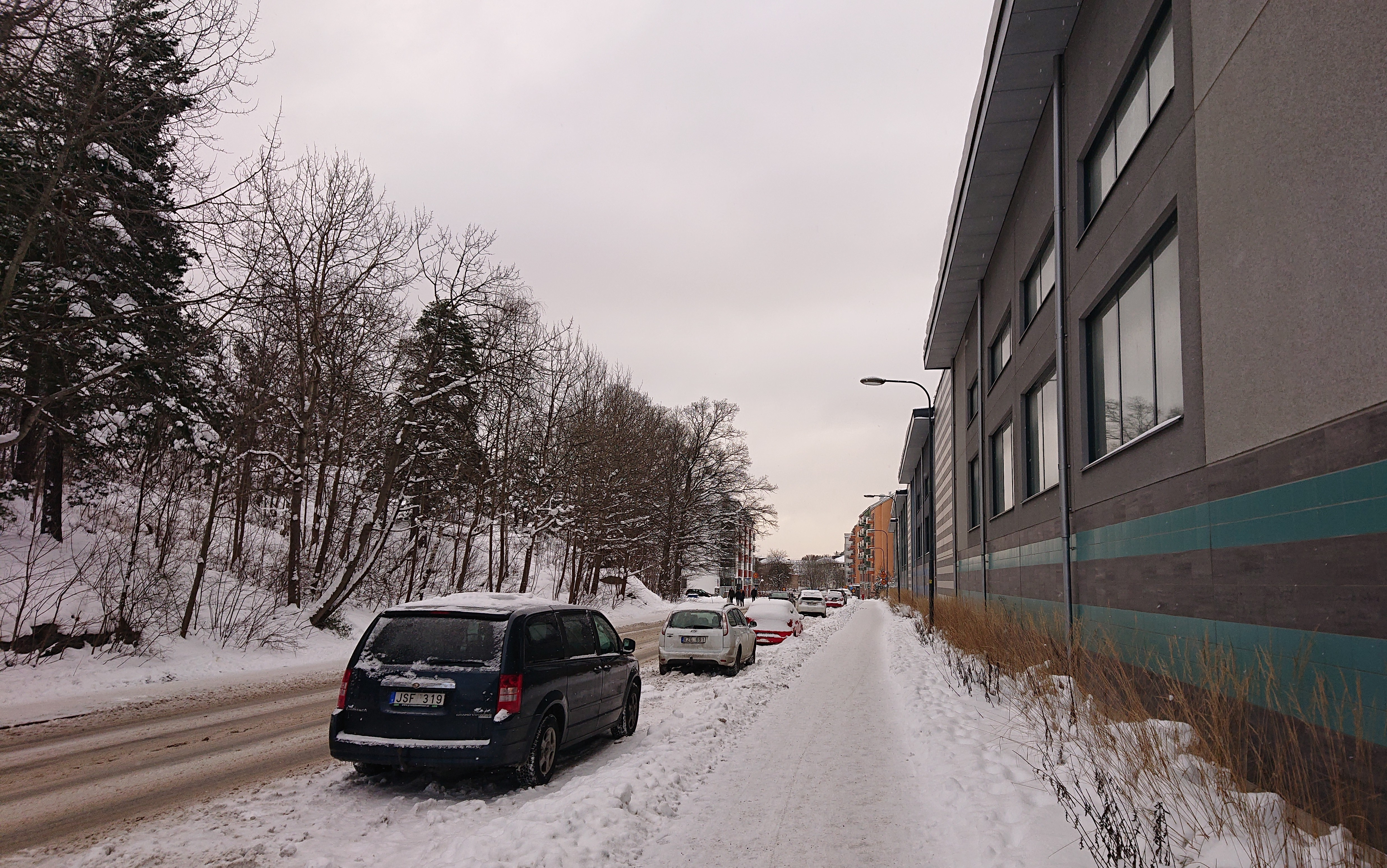
Garagevägen.

- Alingsåsvägen (1939)
- Björnståhlsgatan (1936)
- Boråsvägen (1939)
- Fabritiusgatan (1936)
- Falköpingsvägen (1939)
- Finn Malmgrens plan (1938)
- Forsskålsgatan (1932)
- Galgbacken (1932)
- Hammarby Fabriksväg (1939)
- Hasselquistvägen (1936)
- Johan Printz väg (1936)
- Kalmgatan (1932)
- Lidköpingsvägen (1943)
- Lödösevägen (1939)
- Nathorstvägen (1938)
- Palandergatan (1937)
- Paternostervägen (1948)
- Per Lindeströms väg (1942)
- Petrejusvägen (1932)
- Renathvägen (1938)
- Resare-Bengts plan (1932)
- Skarabacken (1951)
- Solandergatan (1932)
- Sparfvenfeltsgatan (1932)
- Sten Bergmans väg (1989)
- Strahlenbergsgatan (1932)
- Thunbergsgatan (1932)
- Tidaholmsplan (1987)
- Tidaholmsvägen (1939)
- Wahlbergsgatan (1936)
- Vänersborgsvägen (1939)
- Åkerbladsgatan (1932)

## Torg och trafikplatser

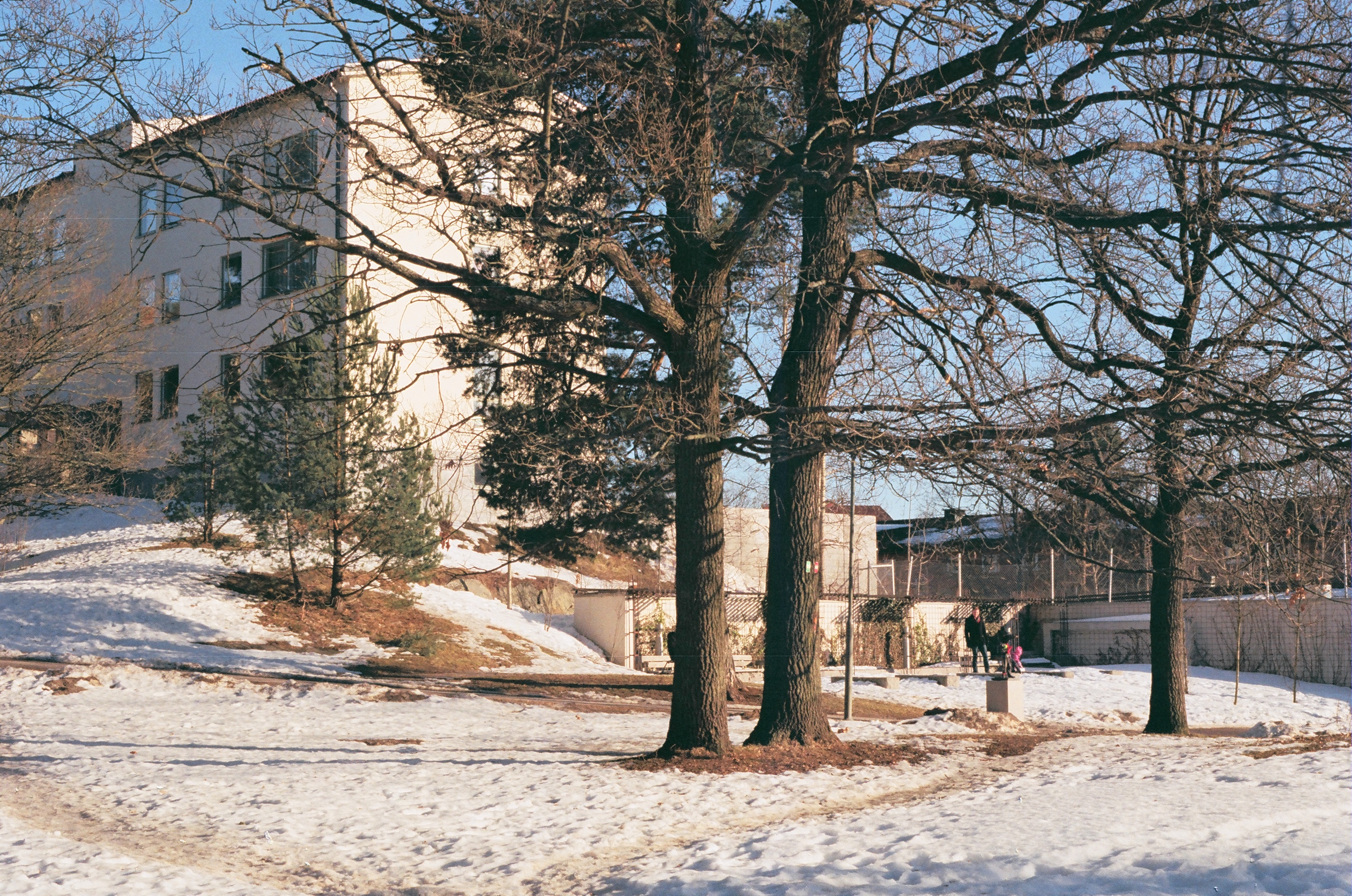
Willy Brandts park.

- Finn Malmgrens plan (1938)
- Murartunneln; Södra länken (2003)
- Målartunneln; Södra länken (1996)
- Sågtunneln; Södra länken (2003)
- Tidaholmsplan (1987)
- Tidaholmsparken
- Tångtunneln; Södra länken (2003)
- Willy Brandts park (1997)
- Yxtunneln; Södra länken (2003)